# São Paulo Futebol Clube (Roraima)
O São Paulo Futebol Clube, popularmente conhecido como São Paulo-RR, foi um clube de futebol sediado em Roraima. Suas cores, nome, escudo e uniforme eram uma homenagem ao Clube Paulista.
Fundado em 02 de junho de 1954, atuou em estaduais na década de 50 e 60. Foi vice-campeão do Campeonato Roraimense no ano de 1955.